# Капповский путч
Ка́пповский путч (нем. Kapp-Putsch) или путч Ка́ппа-Лю́твица (нем. Kapp-Lüttwitz-Putsch) — вооружённый мятеж, предпринятый армейскими кругами и консервативными политиками в марте 1920 года против демократического правительства веймарской Германии с целью установления военной диктатуры.
Попытка контрреволюционного переворота в Веймарской республике, образованной после Ноябрьской революции, поставила новое государство на грань гражданской войны и вынудила социал-демократических членов правительства бежать из Берлина. Хотя путч назван именем Вольфганга Каппа, члена исполкома Немецкой национальной народной партии, тот играл второстепенную роль. Фактическим лидером выступил генерал Вальтер фон Лютвиц при содействии Эриха Людендорфа. Большинство путчистов были действующими членами рейхсвера или  бывшими военнослужащими кайзеровской армии и флота.
Путч провалился через 150 часов после начала. Основным фактором провала, помимо отказа правительственной бюрократии в поддержке и несогласия основной части военных с целями путчистов, стала крупнейшая в истории Германии рабочая забастовка.

## Предпосылки
Первая мировая война закончилась 11 ноября 1918 года подписанием Компьенского перемирия. Всего за несколько дней до этого в Берлине была провозглашена республика, фактически покончившая с Германской империей. В ходе Ноябрьской революции по всему рейху вспыхнули жестокие беспорядки и восстания, которые продолжились в 1919 году.
18 января 1919 года державы-победительницы без участия Германии приступили в Париже к разработке мирного договора. Версальский договор возлагал на Германию и её союзников единоличную ответственность за войну: Германский рейх должен был уступить территории, сократить численность своих вооруженных сил, разоружиться и выплатить репарации. 7 мая 1919 года мирный договор был представлен немецкой делегации. Сначала немецкая сторона отвергла условия договора. Союзники пригрозили возобновить боевые действия. Под этим давлением 22 июня 1919 года Учредительное национальное собрание в Веймаре окончательно утвердило Версальский мирный договор. Премьер-министр Филипп Шейдеман ранее ушёл в отставку в знак протеста против мирных положений. В последующие годы правящие партии СДПГ, партия Центра и НДП столкнулись с ожесточённым сопротивлением.
В начале 1919 года против молодой Веймарской республики вспыхнули восстания. Для их подавления использовались и вооружённые группы добровольцев, состоявшие из бывших фронтовиков. Большинство так называемых фрайкоров считались антиреволюционными и антидемократическими формированиями и боролись в первую очередь против попыток коммунистического переворота, таких как восстание Спартака в январе 1919 года или Баварская советская республика. С принятием «Закона о формировании временного рейхсвера» от 6 марта 1919 года фрайкоры подлежали постепенному преобразованию в регулярные военные структуры. Первоначально предполагалось создать новую армию численностью около 400 тысяч солдат.
Однако с принятием Версальского договора эти планы устарели. Статья 160 договора предусматривала ограничение численности войск до 100 тысяч человек. Хотя вскоре после этого количество воинских частей сократилось вдвое, временный рейхсвер летом 1919 года всё ещё насчитывал 300 тысяч солдат. Чтобы выполнить положения Версальского договора, пришлось уволить еще 200 тысяч солдат. Особую угрозу представляли солдаты фрайкоров. Их недовольство совпало с планами государственного переворота национал-консервативных кругов и вылилось в путч Каппа-Лютвица.
Вольфганг Капп, владелец поместья из Восточной Пруссии, в 1917 году стал соучредителем Немецкой отечественной партии. В 1918 году партия была распущена. В 1919 году он стал членом исполнительного комитета Немецкой национальной народной партии и вместе с национальными консервативными политиками и военными деятелями, такими как Эрих Людендорф, основал «Национальное объединение», которое отвергало веймарскую демократию и планировало антидемократический переворот.
Капп также поддерживал связь с Вальтером фон Лютвицем. Во время Первой мировой войны Лютвиц служил генералом от инфантерии, а в январе 1919 года командовал солдатами фрайкора, который подавил восстание Спартака. С марта 1919 года он был высшим генералом временного рейхсвера и считался убеждённым противником Версальского договора и предусмотренных им военных ограничений.
29 февраля 1920 года министр рейхсвера Густав Носке объявил о роспуске морской бригады Германа Эрхардта в рамках сокращения численности войск. В 1919 году бригада Эрхардта как фрайкор участвовала в подавлении Баварской советской республики. Её офицеры и рядовые не скрывали своих антиреспубликанских настроений.

## Ход переворота

### Подготовка к перевороту
1 марта 1920 года, на годовщине основания бригады Эрхардта, командующий временным рейхсвером генерал фон Лютвиц заявил о своём неприятии её роспуска. Вскоре после этого министр рейхсвера Носке передал бригаду Эрхардта в подчинение командованию военно-морских сил в надежде, что оно выполнит его приказ о расформировании.
В начале марта Лютвиц связался с ведущими политиками правоконсервативной Немецкой национальной народной партии и национал-либеральной Немецкой народной партии Оскаром Хергтом и Рудольфом Хайнце. Он сообщил им о своих требованиях (новые выборы в рейхстаг и прямые выборы рейхспрезидента) и намекнул на возможность переворота. Его требования в целом соответствовали требованиям обеих сторон. Хергт и Хайнце пообещали найти решение в Веймарском учредительном собрании, которое всё ещё выступало в качестве парламента. В то же время они попросили Лютвица на время отложить свои планы государственного переворота. Однако резолюция, предложенная обеими фракциями 9 марта, не нашла большинства. Министр рейхсвера Густав Носке проигнорировал слухи о путче.
10 марта генерал фон Лютвиц посетил рейхспрезидента Эберта и потребовал отозвать приказ о роспуске бригады. При этом он выдвинул и политические требования, в том числе немедленный роспуск Национального собрания, проведение новых выборов в рейхстаг и избрание рейхспрезидента народом. В присутствии Носке Эберт отклонил их и в свою очередь потребовал, чтобы в течение следующих 24 часов генерал подал в отставку.
Генерал фон Лютвиц не стал подавать в отставку и вместо этого поехал в Дёбериц в бригаду Эрхардта. Там он отдал Эрхардту приказ идти на Берлин. Только после этого он проинформировал заговорщическую группу «Национального единства» вокруг Каппа, Людендорфа и Пабста быть готовыми в субботу утром взять на себя обязанности правительства.
Соответствующие слухи уже ходили по Берлину в пятницу вечером. Даже в берлинских вечерних газетах появились сообщения о готовящемся путче бригады Эрхардта, так что Носке приказал двум полкам полиции безопасности и одному полку рейхсвера прибыть в правительственный квартал, чтобы в случае необходимости оборонять его военными средствами. Однако в ту же ночь ответственные офицеры этих трёх полков сообщили другим подразделениям в Берлине и его окрестностях, что они не желают подчиняться приказу Носке защищать правительственные здания.
В ночь на 13 марта бригада Эрхардта выдвинулась маршем на Берлин. Носке провел совещание командиров, на котором узнал, что войска не будут защищать правительственный квартал, и его приказ стрелять не будет выполнен. В это же время в рейхсканцелярии под руководством Эберта состоялось заседание кабинета министров, на котором было принято решение о бегстве правительства из Берлина и объявлении всеобщей забастовки. Обе резолюции были приняты большинством, а не единогласно. Министр юстиции и вице-канцлер Ойген Шиффер (НДП) решил остаться в Берлине, а призыв к всеобщей забастовке подписали только министры-социал-демократы. В 6 часов 15 минут заседание было закрыто, и министры скрылись на машинах, которые ожидали их во дворе. Десять минут спустя бригада Эрхардта с песней прошла через Бранденбургские ворота.

### Переворот
Утром 13 марта 1920 года фон Лютвиц вместе с бригадой Эрхардта вошёл в правительственный квартал Берлина. В знак националистических настроений на касках солдат была изображена свастика. Рейхсвер отказался принимать меры против путчистов. Начальник войскового управления генерал-полковник Ханс фон Сект отклонил соответствующий приказ министра обороны Носке словами: «Рейхсвер не стреляет в рейхсвер».
Президент Фридрих Эберт, канцлер Густав Бауэр и другие члены правительства бежали из столицы – сначала в Дрезден, а затем в Штутгарт. Капп объявил себя канцлером и назначил фон Лютвица министром обороны и главнокомандующим рейхсвера. Тем временем регулярное правительство рейха и профсоюзы призвали к всеобщей забастовке. Коммунистическая партия Германии (КПГ) также выступила против переворота, но сначала призвала рабочих подождать, прежде чем принимать участие в каких-либо действиях.
Члены Немецкой национальной народной партии проявили солидарность с путчистами и в ряде случаев активно поддержали попытку переворота. Части Немецкой народной партии также сочувствовали путчистам. Партийное руководство во главе с Густавом Штреземаном решило не осуждать переворот, но в своем заявлении от 13 марта призвало к скорейшему переходу к упорядоченным условиям.
После встречи с представителями НСДПГ и СДПГ в Эльберфельде 14 марта КПГ скорректировала свою позицию и призвала к участию во всеобщей забастовке. С 15 марта во многих регионах Германии замерла общественная жизнь. Забастовка в марте 1920 года до сих пор считается крупнейшей в истории Германии: около 12 млн человек прекратили работу. Помимо газо-, водо- и электроснабжения в Берлине был парализован и общественный транспорт.
В то же время берлинские чиновники отказались выполнять приказы самозваного правительства. В итоге 17 марта 1920 года путч провалился. Капп бежал в Швецию, фон Лютвиц — в Венгрию, Эрхардт и Людендорф скрылись в Баварии. Эрхардт основал там организацию «Консул». Позднее эта террористическая организация была ответственна, среди прочего, за убийства политика Центра Маттиаса Эрцбергера и министра иностранных дел Вальтера Ратенау, а также за попытку убийства бывшего рейхсканцлера Филиппа Шейдемана (СДПГ). Таким образом, путч Каппа-Лютвица был, с одной стороны, первой попыткой правых экстремистов ликвидировать веймарскую демократию, с другой стороны, он стал и отправной точкой правого террора против политических сторонников молодой республики.
В ответ на путч Каппа-Лютвица во время всеобщей забастовки в Саксонии, Тюрингии и Рурской области сформировались левые повстанческие движения против Веймарской республики. Например, 50-тысячная Рурская Красная армия до апреля 1920 года контролировала значительную часть Рурской области. Революционные восстания были подавлены с помощью рейхсвера и фрайкора.

## Последствия
18 марта 1920 года поддержавшие всеобщую забастовку профсоюзы согласовали совместную программу из девяти пунктов с далеко идущими требованиями, включая обобществление заводов и экспроприацию крупных фермеров, а также перестановки в правительстве. В противном случае они хотели продолжить забастовку. После переговоров с правящими партиями 20 марта был достигнут компромисс: существенные требования программы из девяти пунктов были приняты в ослабленном виде. Но давление со стороны Независимой социал-демократической партии Германии привело к дальнейшим переговорам и  уступкам в области военной политики и политики безопасности. После этого 23 марта 1920 года забастовка закончилась.
В некоторых частях страны забастовка переросла в вооруженное восстание. В Тюрингии и Саксонии военные подавили выступления рабочих в результате кровопролитных боев. В ходе Рурского восстания Рурская Красная армия 17 марта взяла Дортмунд, 18 марта – Хамм и Бохум, 19 марта – Эссен, в результате чего командование военного округа в Мюнстере приказало отступить. К 22 марта Рурская область почти полностью перешла под контроль революционных рабочих.
26 марта 1920 года кабинет Бауэра ушел в отставку, и было сформировано новое правительство под руководством Германа Мюллера (СДПГ). Профсоюзы не участвовали в правительстве, поэтому председатель профсоюзов Карл Легин отказался от должности рейхсканцлера, предложенной ему Эбертом. Новый рейхсканцлер Мюллер назначил Ханса фон Секта новым начальником управления сухопутных войск, после того как генерал Рейнхардт ушел в отставку из-за солидарности с уже несостоятельным рейхсминистром обороны Носке, который был вынужден покинуть свой пост из-за «содействия контрреволюции».
В начале апреля 1920 года Рурское восстание было подавлено рейхсвером и добровольческим корпусом. Сотни людей были убиты, многие казнены без суда и следствия, некоторые из казней были совершены подразделениями, участвовавшими в путче, включая морскую бригаду Эрхардта.
На выборах в рейхстаг 6 июня 1920 года Веймарская коалиция СДПГ, партии Центра и ДДП потеряла абсолютное большинство. С кабинетом Константина Ференбаха было сформировано правительство буржуазного меньшинства. Независимая социал-демократическая партия, а также Немецкая национальная народная партия и Немецкая народная партия вышли победителями на выборах. Амнистия, принятая 2 августа 1920 года, освобождала от наказания всех участников переворота, за исключением «инициаторов» и «руководителей», при условии, что они действовали не из «жестокости» или «корысти». Те же положения применялись к левым повстанцам. В рейхсвере 48 офицеров были отстранены от должности после военно-полевого судопроизводства, большинство дел были прекращены или закончились оправдательным приговором.
Многие из ведущих участников путча перешли на сторону консервативной баварской «Ячейки порядка», образованной в результате прихода к власти Густава фон Кара, где они стали участвовать в правых организациях и военных объединениях.
21 декабря 1921 года суд рейха приговорил Трауготта фон Ягова к минимальному сроку лишения свободы на пять лет (самая мягкая форма заключения за проступки и уголовные преступления). С одной стороны, в этом решении указывалось, что § 81, пункт I № 2 Уголовного кодекса (государственная измена) был направлен на защиту действующей конституции Германского рейха и, следовательно, новой Веймарской конституции. С другой стороны, в нём говорилось: «При вынесении приговора обвиняемому Трауготту фон Ягову, который последовал призыву Каппа под чарами беззаветной любви к своему отечеству и обольстительного момента, были налицо смягчающие обстоятельства».
Дело в отношении двух сообвиняемых было прекращено в тот же день. Эти три процесса были единственными уголовными делами против путчистов. После своего бегства в апреле 1922 года Капп добровольно вернулся в Германию и умер 12 июня 1922 года в заключении до начала судебного процесса.

## Память
- Памятник мартовским погибшим работы Вальтера Гропиуса, воздвигнутый 1 мая 1922 года на историческом кладбище в Веймаре для одного и восьми рабочих. Памятник был разрушен нацистами в феврале 1936 года. Им он не нравился идеологически и они считали его примером «дегенеративного искусства».